# Der Blaue Reiter

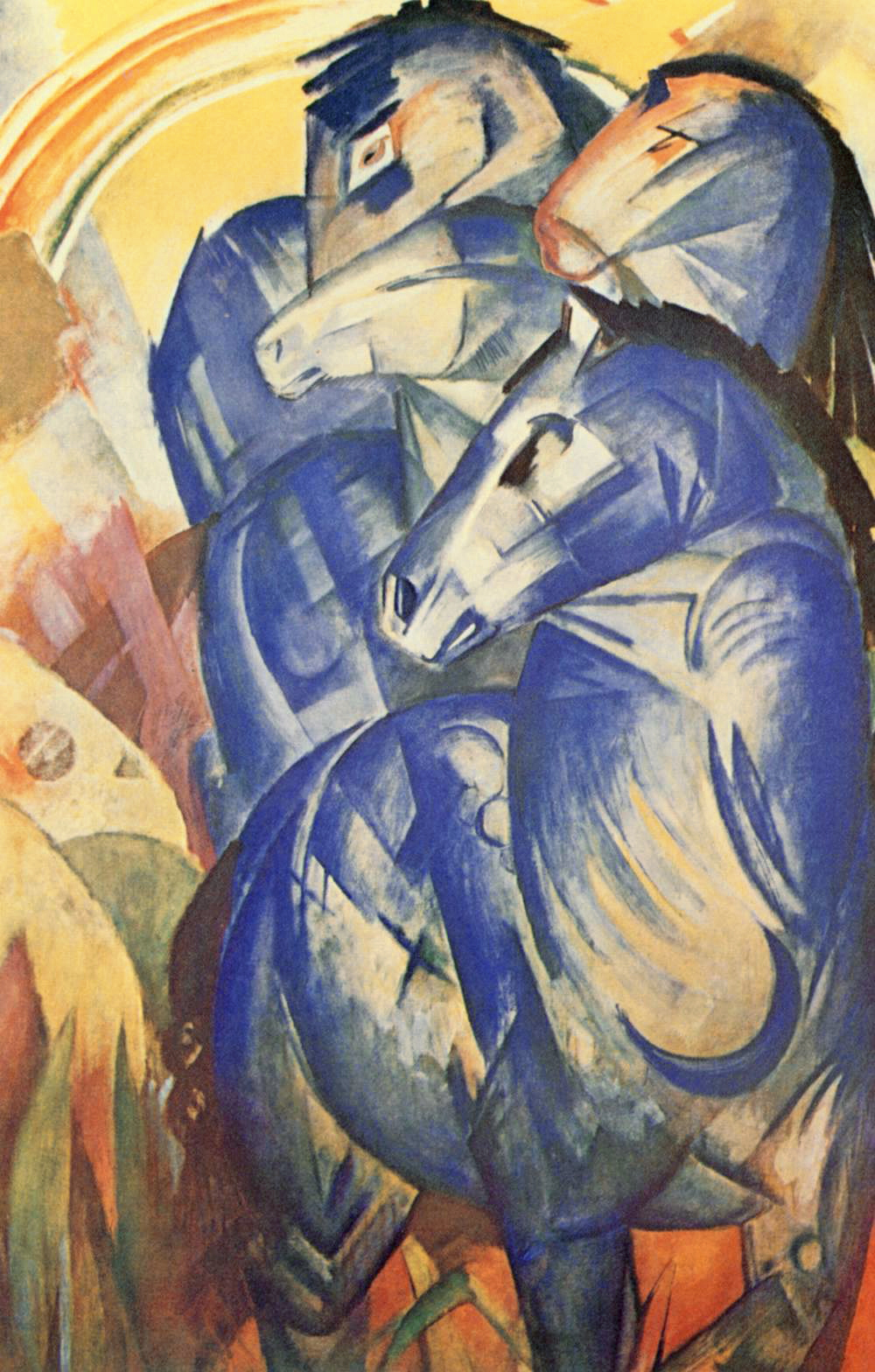
Franz Marc: Věž modrých koní (1913)

Der Blaue Reiter (Modrý jezdec) byla německá expresionistická umělecká skupina, která vznikla roku 1911 v Mnichově. Zakládajícími členy byli Franz Marc, Gabriela Münterová, Alfred Kubin a Vasilij Kandinskij, podle jehož obrazu s názvem Modrý jezdec (1903) se skupina pojmenovala. Uspořádali dvě významné výstavy a to v roce 1911 a 1912, na které byli zastoupeni i jiní umělci.
Díky podpoře Herwartha Waldena se stali po skupině Die Brücke druhým střediskem avantgardního umění v Evropě. Celá skupina se rozpadla na začátku první světové války v roce 1914.

## Členové
- Albert Bloch
- David Burliuk
- Heinrich Campendonk
- Clotilde von Derp
- Lyonel Feininger
- Natalia Goncharova
- Alexej von Jawlensky
- Vasilij Kandinskij
- Paul Klee
- Alfred Kubin
- August Macke
- Franz Marc
- Gabriele Münter
- Arnold Schoenberg
- Marianne von Werefkinová

## Fotogalerie

Obrazy z první výstavy
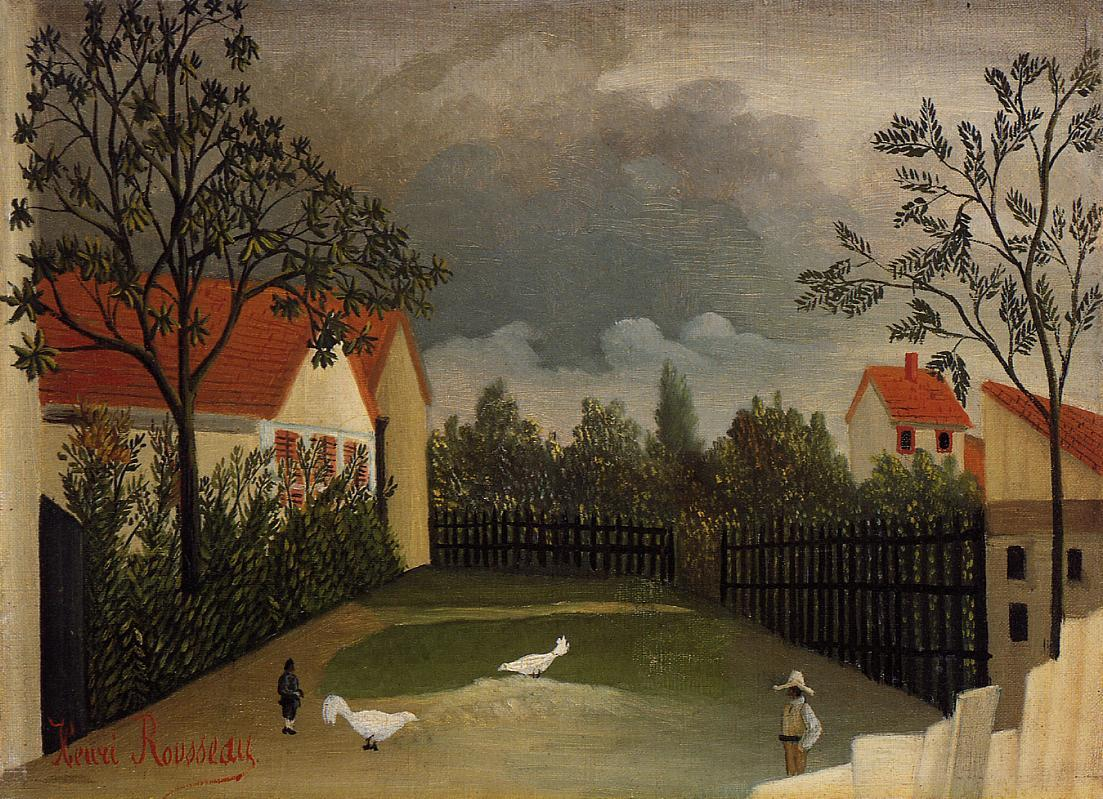
Henri Rousseau: Slepičí dvorek, 1896/98
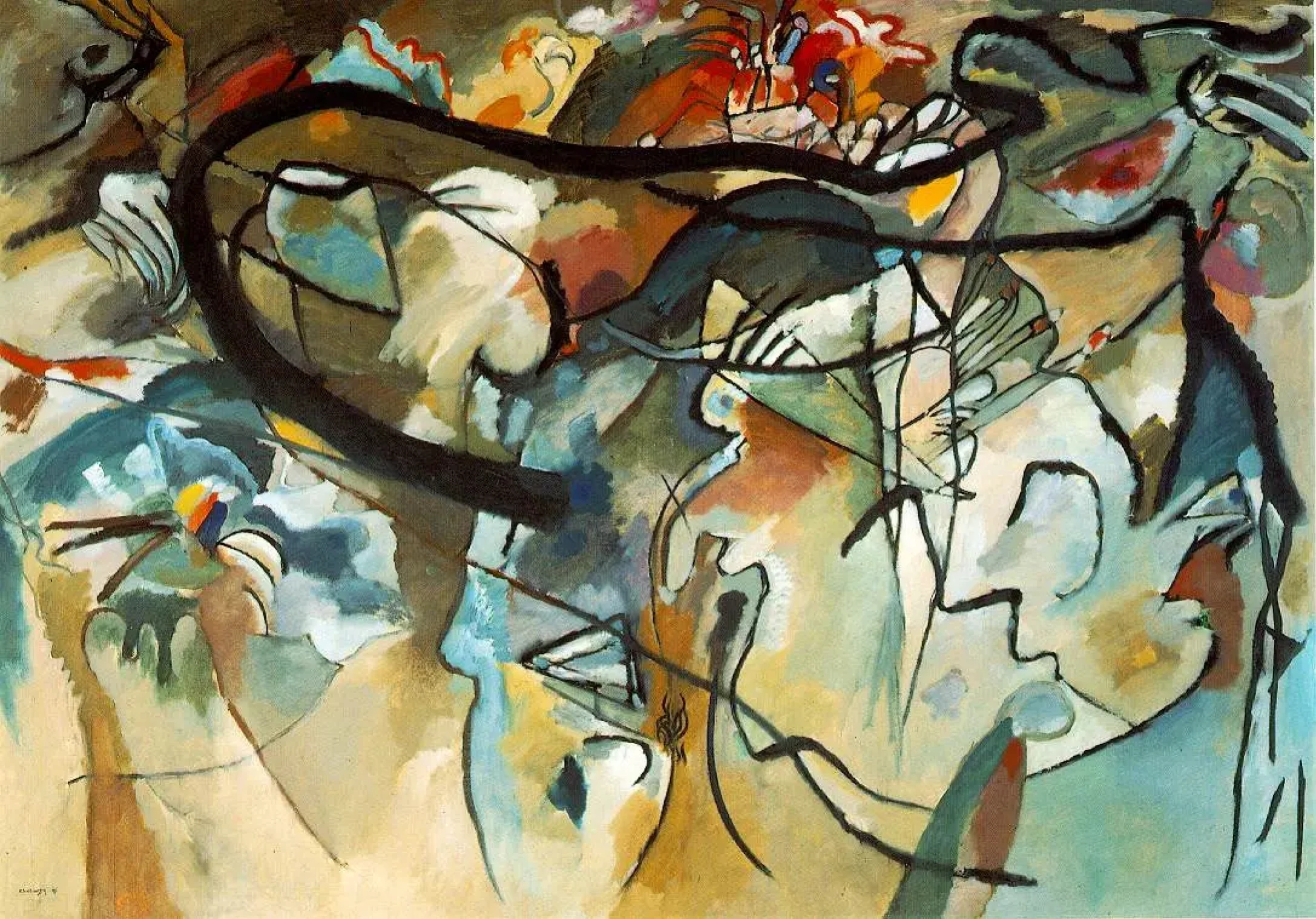
Vasilij Kandinskij: Kompozice V / Poslední soud, 1911
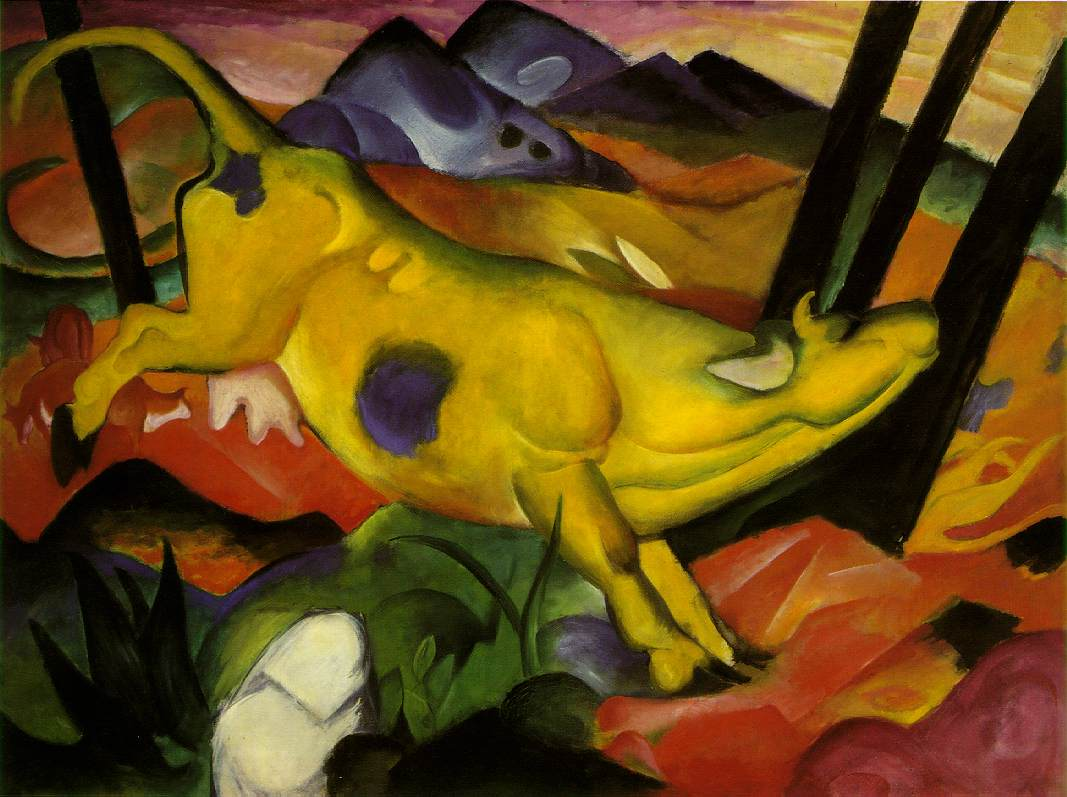
Franz Marc: Žlutá kráva, 1911
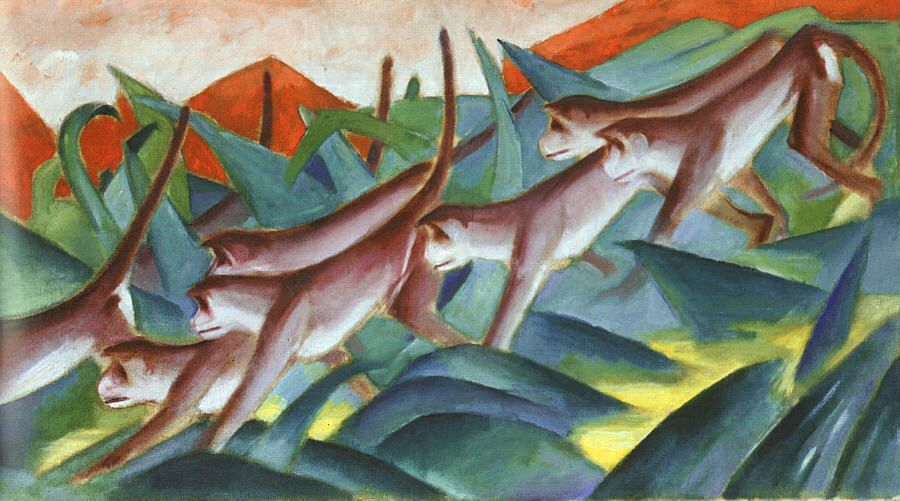
Franz Marc: Opičí římsa, 1911
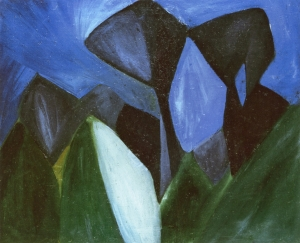
Wladimir Burljuk: Stromy, 1911
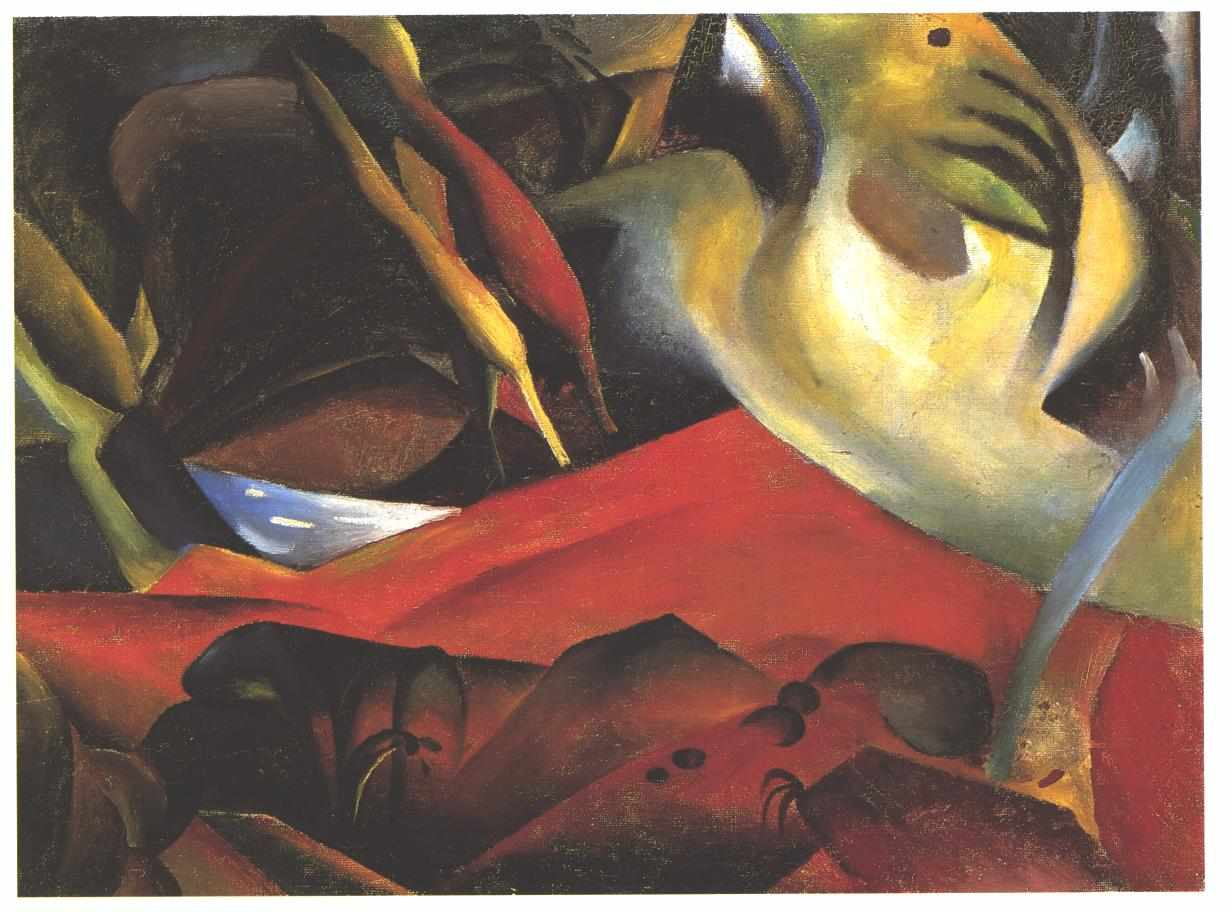
August Macke: Bouře, 1911
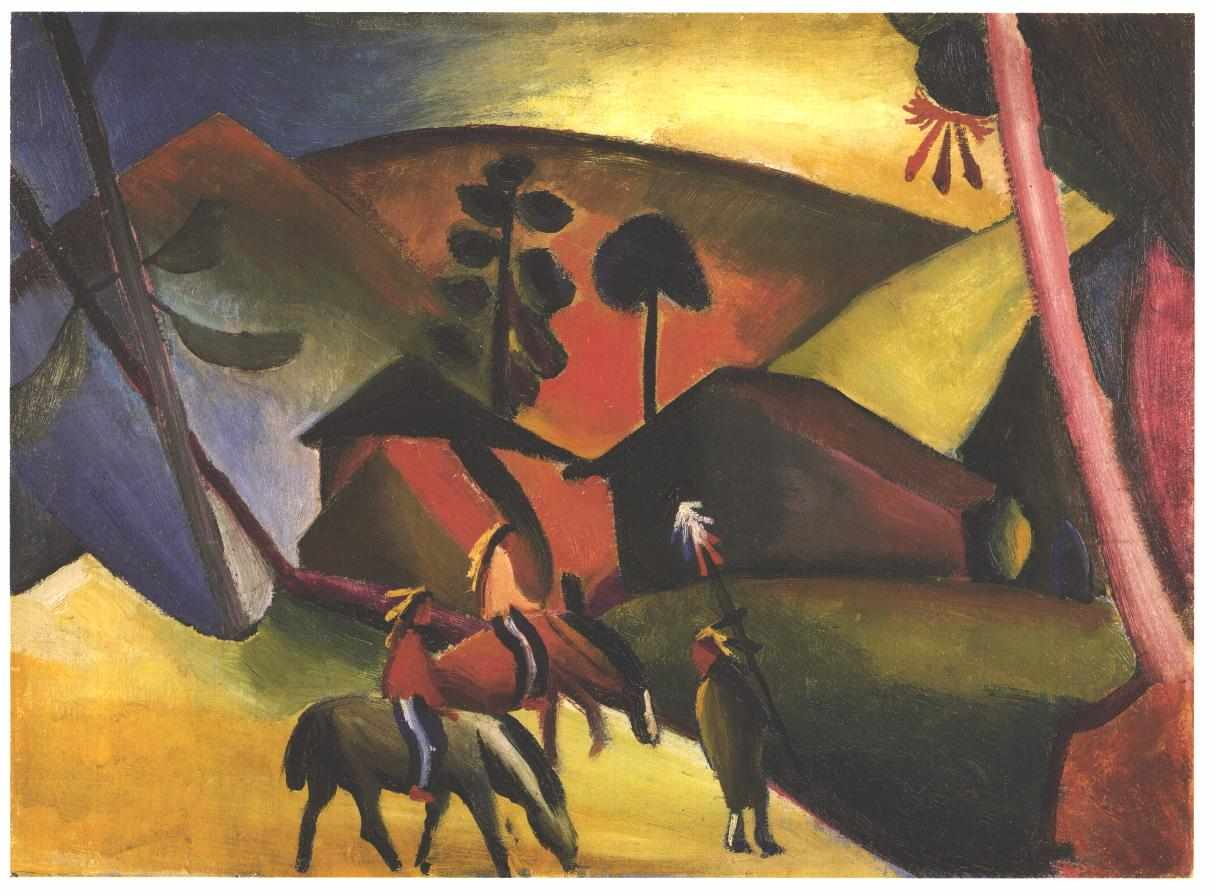
August Macke: Indiáni na koních, 1911

Almanach
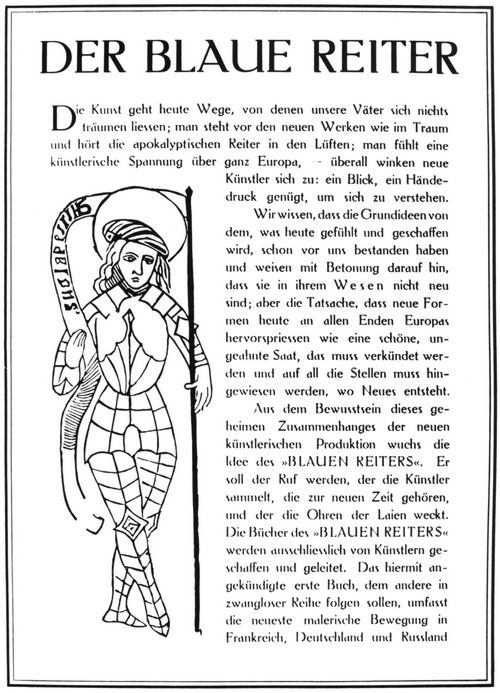
Prospekt a úvodní prohlášení skupiny
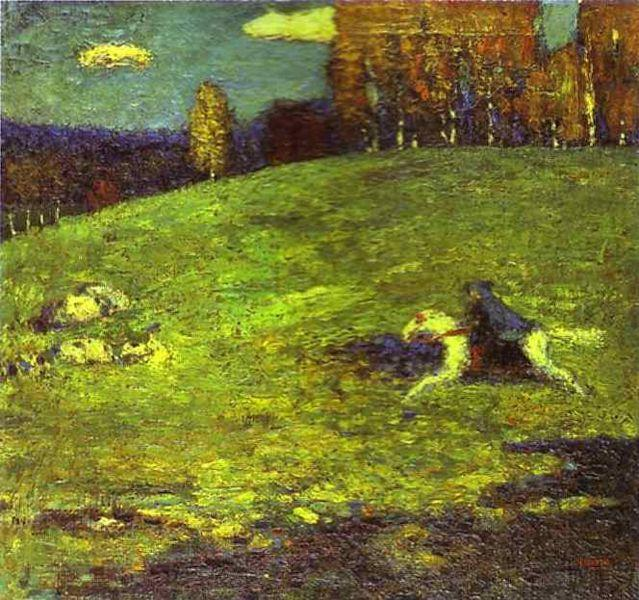
Vasilij Kandinskij: Der Blaue Reiter. (1903)
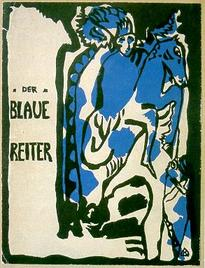
Obálka almanachu skupiny 'Der Blaue Reiter'
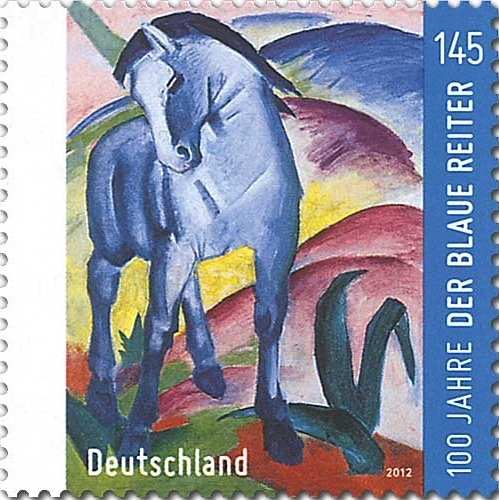
Der Blaue Reiter (známka u příležitosti stého výročí)